# Euphrasia versteegii
Euphrasia versteegii är en snyltrotsväxtart som först beskrevs av Friedrich Ludwig Diels, och fick sitt nu gällande namn av Du Rietz. Euphrasia versteegii ingår i släktet ögontröster, och familjen snyltrotsväxter. Inga underarter finns listade i Catalogue of Life.